# Turtle Bay Exploration Park
Turtle Bay Exploration Park ( en español: Parque de Exploración Bahía Tortuga), localizado en Redding (California), es un complejo de museos y espacios de naturaleza que interpreta las relaciones entre los humanos y la Naturaleza. 
Las atracciones incluyen un jardín botánico, arboreto, museos de historia natural y de ciencia, una "zona de acampada" en plena naturaleza, programas educativos de historia y ciencia, y programas estacionales con  animales.

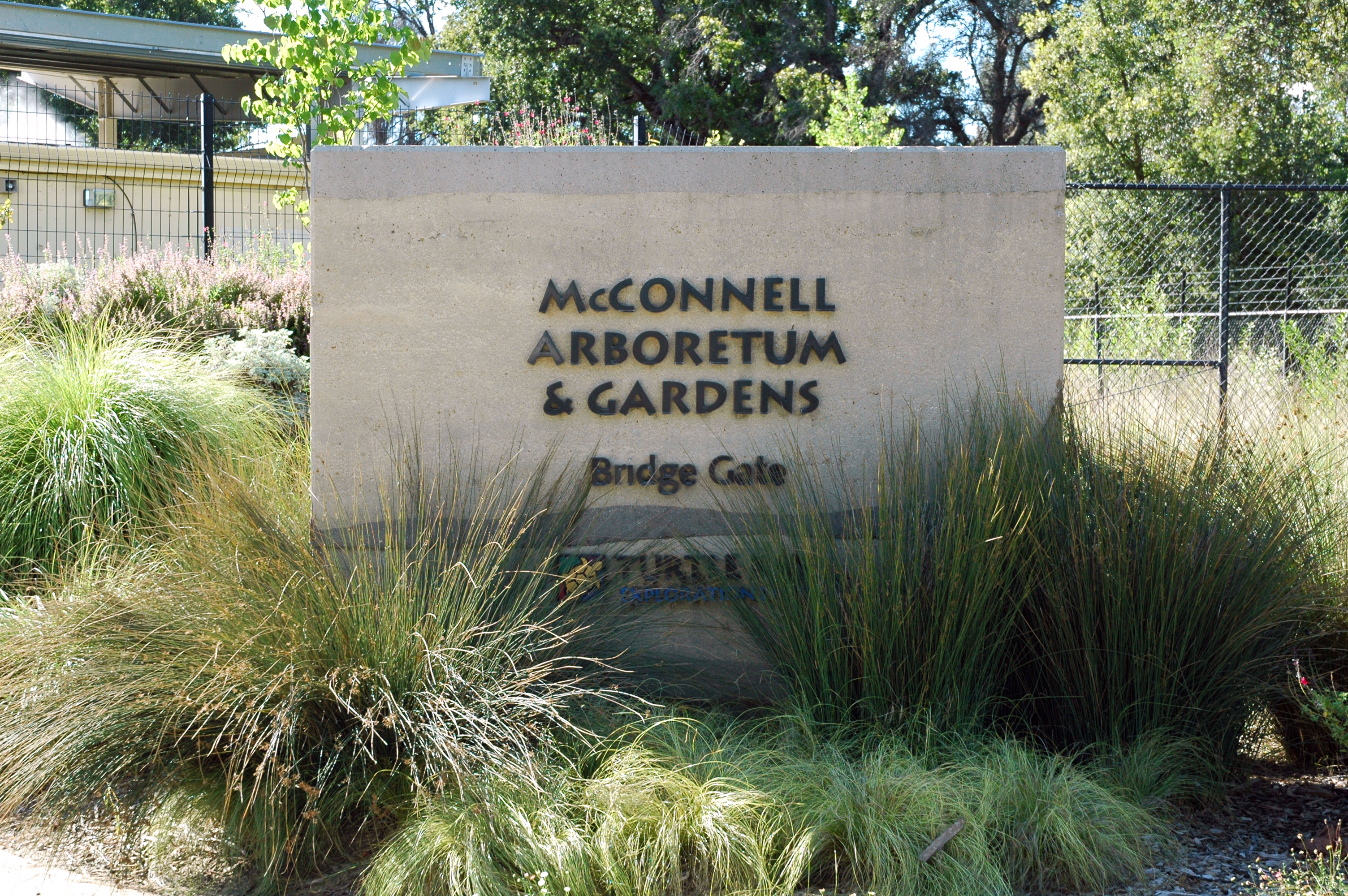
Entrada al "McConnell Arboretum & Botanical Gardens" por la zona del puente "SunDial".

## Localización
Se ubica junto al río Sacramento.
Turtle Bay Exploration Park 840 Sundial Bridge Drive, Redding, Shasta county CA 96001 California United States of America-Estados Unidos de América.
Planos y vistas satelitales.40°35′28″N 122°22′39″O / 40.59111, -122.37750
Se cobra una tarifa de entrada.

## McConnell Arboretum & Botanical Gardens
El McConnell Arboretum & Botanical Gardens, también conocido como el Redding Arboretum, que abrió sus puertas al público el 30 de mayo de 2005, y cubre una extensión de 300 acres (120 hectáreas), incluyendo 200 acres (80 hectáreas) de un arboreto aún no terminado y 20 acres (8 hectáreas) de Jardín botánico) que rodea al río Sacramento.

### Historia
La gestación del parque comenzó a mediados de los años 80 cuando tres museos de Redding comenzaron negociaciones para construir un complejo de museos en 60 acres (24 hectáreas), y tomó gradualmente forma a mediados de los años 90. 
El  "arboreto de McConnell" fue abierto en el 2005, y actualmente consiste en 20 acres (8 hectáreas) de jardines y 200 acres (80 hectáreas) de arboreto, con vistas a las montañas del "valle de Shasta" al oeste, puente del "SunDial" (reloj de sol) en "Turtle Bay" (bahía de la tortuga) al este, y el ambiente a lo largo de los bancos del río Sacramento, con los robles de valle y  vegetación nativa. 
El parque de la exploración de la bahía de la tortuga ahora está restaurando 340 acres adicionales (140 hectáreas) del hábitat ripícola situados en ambos lados del río Sacramento, quitando especies invasoras y restableciendo la vegetación nativa en arbolado, prados, humedales estacionales, y arboledas de roble de valle.

### Colecciones
Entre los principales jardines, son de destacar:
- Jardín de California - con plantas nativas del condado de Shasta.
- Jardín de Sudáfrica - de cuyas plantas cultiva principalmente geófitas (bulbos, tubérculos, etc.), tal como los gladiolus.
- Jardín de la cuenca del Pacífico - con plantas de países alrededor del Océano Pacífico.
- Jardín de Australia - una gran colección de árboles, arbustos, perennes, y plantas cubresuelos procedentes de sur y el oeste de Australia.
- Jardín de Chile - con una selección de plantas procedentes de  Chile.
- Jardín de plantas medicinales - consta de diez pequeños lechos de cultivo en los que se exhiben las especies más  representativas usadas en las curas herbales.
- Jardín de la cuenca Mediterránea - variedades de  Lavandas, romeros, peonías, milenrama, etc.
- Carl & Leah's Meadow - flores silvestres, incluyendo Lavandas, Rosmarinus, Paeonia, y Achillea millefolium.
- Jardín de las Mariposas - plantas que suministran tanto néctar como el ser planta huésped de las mariposas.
- Jardín de los niños  - juegos de agua que incluyen una fuente para la bebida de los visitantes, la fuente ornamental, y la estructura de  juegos de agua diseñada por el artista Colleen Barry.
- Arboreto - 200 acres (80 hectáreas) de bosque de ribera en formación y dehesa de robles, que está siendo restaurada con especies nativas.

## Museo Turtle Bay

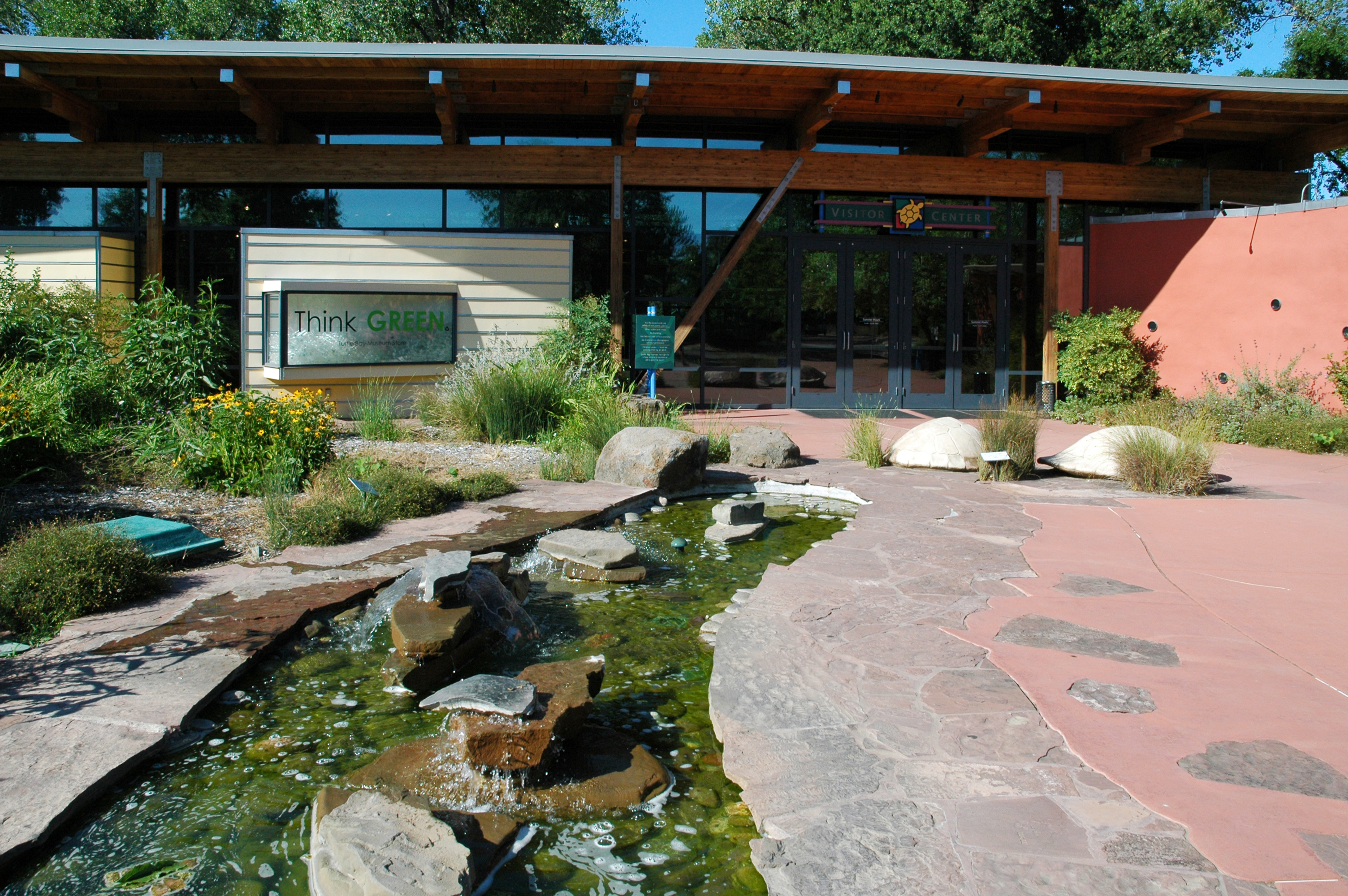
Centro de visitantes del "Turtle Bay".

El Turtle Bay Museum contiene los objetos de exhibición permanente y ambulantes relacionados con el área de la historia natural, historia cultural, arte y ciencia. 
Los objetos expuestos incluyen un tanque para observar a los peces nadando en su hábitat, una reconstrucción de una casa de cortezas de los nativos americanos, exhibiciones de objetos de ciencia hechos a mano y creaciones artísticas. 

## Bosque de Acampada Paul Bunyan
El bosque de acampada Paul Bunyan’s Forest Camp es un centro educativo modelado según un bosque de acampada de antaño. 
El museo de Millhouse contiene las exhibiciones de los bosques del norte del estado y de la fauna local, incluyendo animales vivos. Los objetos expuestos al aire libre se centran en la madera y las industrias de las traviesas de los ferrocarriles. 
Otras amenidades incluyen los equipamientos para el juego al aire libre, unas obras de suministro de agua, un anfiteatro con demostraciones estacionales de animales, una pajarera estacional y una casa de las mariposas. 